# Molophilus habbemae
Molophilus habbemae är en tvåvingeart som beskrevs av Alexander 1961. Molophilus habbemae ingår i släktet Molophilus och familjen småharkrankar. Inga underarter finns listade i Catalogue of Life.